# Габор, Жоржета
Жоржета Габор (рум. Georgeta Gabor, род. 10 января 1962, Онешти, СРР) — румынская спортивная гимнастка.
Серебряная медалистка Олимпийских игр 1976 года в Монреале в командных соревнованиях (в составе команды Социалистической Республики Румынии). При этом по личной сумме разделила 21-е место и в финал в личном многоборье (как и ни в один из финалов в отдельных видах) не вышла.
На тех играх среди румынских гимнасток была самой молодой (почти на два месяца моложе Нади Команечи).